# Jacques Marie Joseph Conigliano-Carenthal
Jacques Marie Joseph Conigliano-Carenthal, né le 6 octobre 1751 à Lunéville (duché de Lorraine), mort le 9 mars 1795 à Compiègne (Oise), est un général de brigade de la Révolution française.

## États de service
Il entre en service comme hussard dans le régiment de Royal-Nassau le 1er mai 1768, il est nommé sous-lieutenant le 26 janvier 1774. En 1776, il rejoint le régiment de hussards de Chamborant, nommé lieutenant en second le 10 juin 1781, il est promu capitaine le 10 mars 1782.
Le 9 septembre 1783, il passe dans le régiment colonel-général hussards, et il est nommé chef d’escadron le 31 mai 1789. Il est nommé lieutenant-colonel le 27 mai 1792 au 6e régiment de cavalerie, et il reçoit son brevet de colonel le 1er novembre 1792. Il sert à l’armée du Nord et il se distingue au siège de Lille du 24 septembre au 8 octobre 1792.
En février 1793, il commande la division du centre au blocus de Maestricht. Il est promu général de brigade le 8 mars 1793, chargé des fonctions d’inspecteur général des dépôts de remonte. Le 22 mars 1793, lors de la retraite de Belgique, il a le poignet droit emporté par un boulet au combat de Pellenberg.
Après amputation, il est nommé le 21 pluviôse an II (9 février 1794), inspecteur des dépôts de cavalerie dans les départements du Nord et du Pas-de-Calais.
Il meurt à son quartier général de Compiègne le 19 ventôse an III (9 mars 1795) des suites de sa blessure.

## Sources
- (en) « Generals Who Served in the French Army during the Period 1789 - 1814: Eberle to Exelmans »
- Jacques Charavay, Les généraux morts pour la patrie, 1792-1871 : notice biographiques, Au siège de la société, 1893, 166 p. (lire en ligne), p. 35
- Docteur Robinet, Jean-François Eugène et J. Le Chapelain, Dictionnaire historique et biographique de la révolution et de l'empire, 1789-1815, volume 1, Librairie Historique de la révolution et de l’empire, 900 p. (lire en ligne), p. 468.